# Organisation tunisienne du travail
L'Organisation tunisienne du travail (arabe : المنظمة التونسية للشُغل) ou OTT est une centrale syndicale tunisienne, la troisième organisation de ce type créée après la révolution de 2011.

## Histoire
Elle est fondée le 26 août 2013 par le front de rectification du processus syndical, au sein de l'Union générale tunisienne du travail, dont le secrétaire général est Lassaâd Abid,.
Abid entame une grève de la faim en septembre 2017 en signe de protestation contre le non respect de la convention sectorielle et la non application de la liberté de l'exercice syndical au sein des établissements éducatifs.
À l'issue du premier congrès organisé en septembre 2017, Ali Frihida est réélu secrétaire général pour un nouveau mandat de cinq ans.
Un nouveau congrès est convoqué en septembre 2020, avant la fin du mandat du bureau élu en 2017 et à la suite de la scission du syndicat en deux fractions.